# سوق الموسيقى
سوق الموسيقى في الرياض بمنطقة الحلة في حي العود أكبر سوق للموسيقى في الخليج العربي برغم من تواضع المنطقة إلا أن هذا السوق يعد الأشهر يتجاوز عمر هذا المكان العريق 50 سنة يرتاده الشباب والهواة فهو سوق لبيع العود وتعلم العود وكل الآلات الموسيقية. وهو السوق الذي قاوم الصحوة الإسلامية التي استمرت في السعودية لمدة 40 سنة.